# Комсомольський (Кваркенський район)
Комсомо́льський (рос. Комсомольский) — селище у складі Кваркенського району Оренбурзької області, Росія.
Стара назва — Комсомольськ.

## Населення
Населення — 149 осіб (2010; 182 у 2002).
Національний склад (станом на 2002 рік):
- казахи — 46 %